# Crucișătorul Potemkin (film)
Crucișătorul Potemkin (titlu original: Броненосец «Потёмкин», Bronenoseț Potiomkin) este un film sovietic din 1925 regizat de Serghei Eisenstein. Rolurile principale au fost interpretate de actorii Aleksandr Antonov, Vladimir Barksi și Grigori Aleksandrov.

## Distribuție
- Aleksandr Antonov – marinarul bolșevic Grigori Vakulinciuk
- Vladimir Barski - comandantul Golikov
- Grigori Aleksandrov - ofițerul superior Giliarovski
- Ivan Bobrov - tânăr marinar biciuit în timp ce dormea
- Mikhail Gomorov - marinar militant
- Aleksandr Levșin - ofițer inferior
- N. Poltavseva - femeia cu pince-nez
- Lyrkean Makeon - bărbat mascat
- Konstantin Feldman - student agitator
- Beatrice Vitoldi - femeia cu căruciorul de copil